# Billy Gilman
William Wendell Gilman III, detto Billy (Westerly, 24 maggio 1988), è un cantante statunitense.

## Biografia
Nato in Rhode Island, ha pubblicato il suo primo singolo, intitolato One Voice, nel 2000, all'età di 12 anni. Il brano è stato scritto da Don Cook e David Malloy ed ha ricevuto anche la candidatura al Grammy Award nella categoria "Best Male Country Vocal Performance". Nel giugno 2000 ha pubblicato il suo primo album One Voice. Il secondo singolo estratto dal disco è stato Oklahoma, uscito nell'ottobre 2000. Sempre verso la fine del 2000 ha pubblicato l'album natalizio Classic Christmas. Nel 2001 esce il suo secondo album in studio Dare to Dream, seguito nel 2003 da Music Through Heartsongs, i cui testi sono basati sugli scritti di Mattie Stepanek.
Il suo quarto album in studio Everything and More è uscito nel maggio 2005 per Image Entertainment, mentre nel settembre 2006, per la stessa etichetta discografica, è uscito l'eponimo Billy Gilman. Nel 2016, dopo anni durante i quali aveva comunque pubblicato dei singoli di scarso successo, ha preso parte all'undicesima stagione del programma televisivo The Voice. Alla fine del "talent-show" si è classificato al secondo posto dietro Sundance Head. Nel dicembre 2016 pubblica il singolo Because of Me (Republic Records).

### Vita privata
In un video pubblicato nel 2014, ha fatto coming out dichiarandosi gay.

## Discografia

### Album
- 2000 - One Voice
- 2000 - Classic Christmas
- 2001 - Dare to Dream
- 2003 - Music Through Heartsongs
- 2005 - Everything and More
- 2006 - Billy Gilman

### Singoli
- 2000 - One Voice
- 2000 - Oklahoma
- 2000 - Warm and Fuzzy
- 2001 - There's a Hero
- 2001 - She's My Girl
- 2001 - Elisabeth
- 2005 - Everything and More
- 2005 - Hey, Little Suzie (The Cause of All That)
- 2006 - Gonna Find Love
- 2006 - Southern Star
- 2006 - I'll Be Home For Christmas
- 2008 - Crying
- 2008 - When You Come Home
- 2009 - I've Changed
- 2012 - The Choice
- 2014 - Say You Will
- 2016 - Because of Me
- 2017 - Get It Got It Good